# Kostel svatého Matouše (Heršpice)
Kostel svatého Matouše v Heršpicích je římskokatolický kostel zasvěcený sv. Matoušovi. Je filiálním kostelem farnosti Slavkov u Brna.

## Historie
Původní kaple byla postavena roku 1870 na místě původní zvonice. Roku 1884 byla ke kapli přestavěna věžička. Již v 1. polovině 20. století se začalo uvažovat o možnosti přestavby kaple na prostornější kostel. Roku 1999 se započalo s demolicí staré kaple, kdy věž byla ponechána. Ihned se začalo se stavbou nového kostela. Stavba rychle pokračovala, a tak již koncem roku 1999 byla dokončena hrubá stavba. Následující rok se dokončil interiér a fasáda. Dne 2. září 2000 byl kostel slavnostně vysvěcen tehdejším brněnským biskupem Vojtěchem Cikrlem. Od tohoto data se v kostele začaly pravidelně konat bohoslužby.

## Vybavení
V kněžišti se kromě svatostánku nachází také ambon a obětní stůl, do kterého byly v den vysvěcení chrámu uloženy ostatky sv. Vojtěcha. Dřevěné lavice pocházejí z roku 2007. Na stěnách jsou pověšeny obrazy křížové cesty od malířky Kamily Veroniky Planerové, požehnané dne 13. března 2011 P. Pavlem Krylem. V zadní části kostela se nacházejí varhany, požehnané dne 26. září 2010. Pod věží za vchodem do kostela je ve zdi umístěna pamětní deska vysvěcení kostela.

## Exteriér
Kostel stojí zhruba ve středu obce, nedaleko místního potoka. Před chrámem se nachází kamenný kříž. Nedaleko od kostela stojí památník místním obětem světových válek.